# Абитуриентка (фильм)
«Абитуриентка» — советский художественный фильм режиссёра Алексея Мишурина. Фильм является откликом на подлинные события 1970 года — гибель стюардессы Надежды Курченко при угоне самолёта Ан-24 отцом и сыном Бразинскасами.

## Сюжет
После неудачного поступления в институт Галя, окончив курсы стюардесс, начала летать вместе со штурманом Виктором, который оказался случайным свидетелем её неудач и поддержал девушку в трудное время. Год прошёл быстро, и она стала студенткой института. В последнем полёте среди пассажиров оказались двое бандитов. Ценой собственной жизни Галя помешала осуществлению их криминальных планов.

## В ролях
- Ирина Шевчук — Галя Гриценко
- Николай Мерзликин — Николай Васильевич, учитель
- Сергей Мартынов — Виктор, штурман, сын Елены Васильевны
- Наталия Наум — Мария Гриценко, мать Гали
- Ирина Бунина — Елена Васильевна, преподаватель института, сестра Николая Васильевича, мать Виктора
- Лесь Сердюк — отец Гали Гриценко
- Борис Андреев — Петро, одноклассник Гали
- Зоя Головко — Ксеня, одноклассница Гали
- Юля Шумейко — Галя в детстве
- Валя Якубенко — Галя-пионерка
- Александр Мовчан — бандит
- Владимир Кисленко — сын бандита
- Андрей Подубинский — Роман, друг Виктора
- Александр Толстых — авиапассажир

## Съёмочная группа
- Автор сценария: Олесь Гончар
- Режиссёр: Алексей Мишурин
- Операторы: Николай Кульчицкий, Алексей Прокопенко
- Художник: Алексей Бобровников
- Композитор: Платон Майборода
- Текст песен: Андрей Малышко, Николай Сом

## Награды
- 1971 — Первая премия Олесю Гончару на Конкурсе сценариев при Совете Министров УССР[1]